# Brzostek (gromada)
Brzostek – dawna gromada, czyli najmniejsza jednostka podziału terytorialnego Polskiej Rzeczypospolitej Ludowej w latach 1954–1972.
Gromady, z gromadzkimi radami narodowymi (GRN) jako organami władzy najniższego stopnia na wsi, funkcjonowały od reformy reorganizującej administrację wiejską przeprowadzonej jesienią 1954 do momentu ich zniesienia z dniem 1 stycznia 1973, tym samym wypierając organizację gminną w latach 1954–1972.
Gromadę Brzostek z siedzibą GRN w Brzostku (wówczas wsi) utworzono – jako jedną z 8759 gromad na obszarze Polski – w powiecie jasielskim w woj. rzeszowskim na mocy uchwały nr 22/54 WRN w Rzeszowie z dnia 5 października 1954. W skład jednostki wszedł obszar zniesionej gminy Brzostek I, obszary dotychczasowych gromad Zawadka Brzostecka, Nawsie Brzosteckie, Wola Brzostecka i Kamienica Dolna ze zniesionej gminy Brzostek II oraz przysiółek Dąbie z dotychczasowej gromady Kamienica Górna ze zniesionej gminy Siedliska Bogusz w tymże powiecie. Dla gromady ustalono 27 członków gromadzkiej rady narodowej.
30 czerwca 1960 do gromady Brzostek włączono obszar zniesionej gromady Przeczyca oraz wieś Kamienica Górna z gromady Siedliska Bogusz w tymże powiecie.
31 grudnia 1961 do gromady Brzostek włączono obszar zniesionej gromady Klecie w tymże powiecie.
Gromada przetrwała do końca 1972 roku, czyli do kolejnej reformy gminnej. 1 stycznia 1973 w powiecie jasielskim powstała gminę Brzostek.